# Daniel Estulin
Daniel Estulin (Vilnius, 29 agosto 1966) è uno scrittore lituano.
È interessato principalmente alle attività del Gruppo Bilderberg, di cui fornisce interpretazioni cospirazioniste. Su questo argomento ha scritto alcuni libri tra cui Il Club Bilderberg, pubblicato in Italia per la prima volta nel 2009.

## Opere

### In inglese
- The True Story of the Bilderberg Group (2007)
- Shadow masters: how governments and their intelligence agencies are working with drug dealers and terrorists for mutual benefit and profit (2010)

### In spagnolo
- La verdadera historia del Club Bilderberg (2005)
- Los secretos del club Bilderberg (2006)
- Los señores de las sombras: la verdad sobre el tejido de intereses ocultos que decide el destino del mundo (2007)
- Conspiracion Octopus (2010)

### In italiano
- Il Club Bilderberg La storia segreta dei padroni del mondo  (2009)
- L'istituto Tavistock (2011)
- L'Impero invisibile. La vera cospirazione di chi governa il mondo   (2012)
- Cospirazione Octopus (2013)
- Transevolution. L'era della decostruzione umana (2015)
- Isis S.p.a. (2016)

## Filmografia
- Shadow government: how the global elite plan to destroy democracy and your freedom (2009)